# Chválenice
Chválenice é uma comuna checa localizada na região de Plzeň, distrito de Plzeň-město.